# Atmosphère de Neptune
Pour les articles homonymes, voir Atmosphère.
L’atmosphère de Neptune est proche de celle d'Uranus. Elle représente entre 5 et 10 % de la masse de la planète et s'étend sur 10 à 20 % du rayon de la planète où la pression est de 10 GPa.

## Composition
L'atmosphère de Neptune est composée principalement d'hydrogène (H2) pour 85 %, d'hélium (He) pour 13 % et de méthane (CH4) pour 2 %. Des traces d'ammoniac (NH3), d'éthane (C2H6) et d'acétylène (C2H2) ont également été détectées. Des concentrations importantes de méthane, d'ammoniac et d'eau ont été détectées dans les régions inférieures de l'atmosphère.
Du monoxyde de carbone, du cyanure d'hydrogène et du monosulfure de carbone y ont également été détectés, et leur présence est interprétée comme une trace d'un impact cométaire. Les proportions relatives de ces molécules dans l'atmosphère permettent d'estimer que celui-ci a eu lieu il y a environ 1 000 ans.
À hautes altitudes, l'atmosphère de Neptune est composée de 80 % d'hydrogène et de 19 % d'hélium. Des traces de méthane ont été détectées. Ces bandes d'absorption composées de méthane sont présentes sur une longueur d'onde supérieure à 600 nm. Comme sur Uranus, l'absorption de la couleur rouge par le méthane atmosphérique confère à Neptune sa couleur bleue, mais la couleur azur de Neptune diffère de la couleur aigue-marine d'Uranus. Par conséquent, un autre composé donne aux nuages de Neptune leur couleur bleue caractéristique, mais il n'a pas encore été identifié.
Neptune, comme les autres géantes gazeuses, possède un système éolien composé par des vents rapides confinés dans des bandes parallèles à l'équateur et d'immenses orages et vortex. Les vents de Neptune sont les plus rapides du système solaire et atteignent 2000 km/h.

## Structure
L'atmosphère de Neptune est subdivisée en quatre régions dont deux importantes :
- la troposphère où la température décroit avec l'altitude. La limite avec la stratosphère, la tropopause, se trouve à une pression de 0.1 bar (10 kPa)[4].
- la stratosphère où la température augmente avec l'altitude.
- la thermosphère qui débute à une pression allant de 10−5 à 10−4 microbar (1 to 10 Pa).

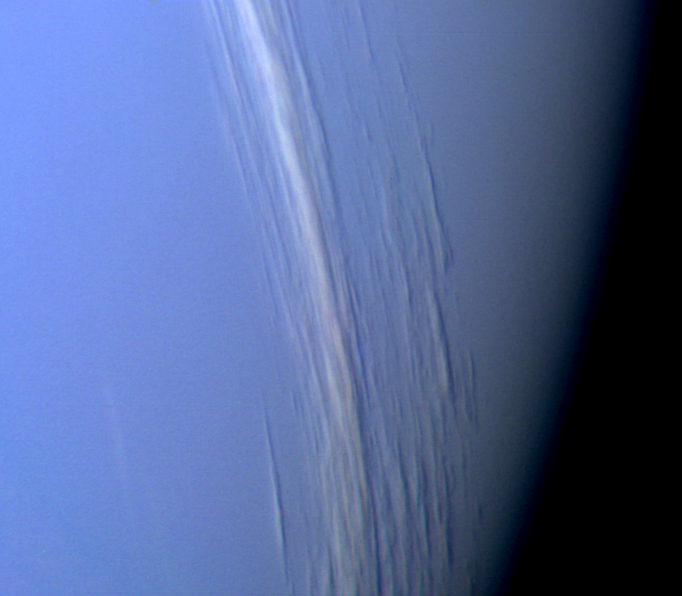
Des nuages de hautes altitudes projettent leurs ombres sur les nuages inférieurs.

- et l'exosphère.

### Troposphère
Les modèles suggèrent que la troposphère de Neptune est composée de bandes de nuages de compositions variables en fonction de l'altitude. Les nuages de hautes altitudes (qui se situent à une pression de 1 bar) se forment où la température est suffisante pour permettre au méthane de se condenser. À des pressions de 1 et 5 bars (100 et 500 kPa), des nuages d'ammoniac et de sulfure d'hydrogène sont supposés se former. À une pression supérieure à 5 bars, les nuages sont probablement composés d'ammoniac, sulfure d'ammonium, de sulfure d'hydrogène et d'eau. Les nuages plus profonds de glace d'eau doivent se trouver à une pression d'environ 50 bars (5,0 MPa), où la température atteint 0 °C. Au-dessous, des nuages d'ammoniac et de sulfure d'hydrogène existent probablement.

### Stratosphère
L'analyse du spectre de Neptune suggère que la basse stratosphère est brumeuse à cause de la condensation des produits résultant de la photolyse du méthane par les ultraviolets, tels que l'éthane et l'acétylène,. La présence d'éthylène ainsi que des traces de monoxyde de carbone et de cyanure d'hydrogène ont également été détectées,. La stratosphère de Neptune est plus chaude que celle d'Uranus à cause de la concentration élevée d'hydrocarbures.
De plus sa température semble fluctuer sans qu'un mécanisme causal n'ait été identifié.

### Thermosphère
Pour des raisons obscures, la thermosphère de la planète est à la température anormalement élevée de 750 K,. La planète est trop éloignée du Soleil pour que cette chaleur soit générée par les radiations ultraviolettes. Une des théories concernant ce réchauffement est l'interaction avec les ions de la magnétosphère de la planète. Une autre théorie est celle des ondes de gravité qui se dissipent dans l'atmosphère. La thermosphère contient des traces de dioxyde de carbone et d'eau, qui doivent provenir de sources extérieures telles que les météorites et la poussière,.

## Climat
Une des différences entre Neptune et Uranus est l'activité météorologique. Quand la sonde Voyager 2 passa devant Uranus en 1986, la planète semblait calme. En opposition, Neptune présentait des phénomènes météorologiques durant le survol de Voyager 2 en 1989.

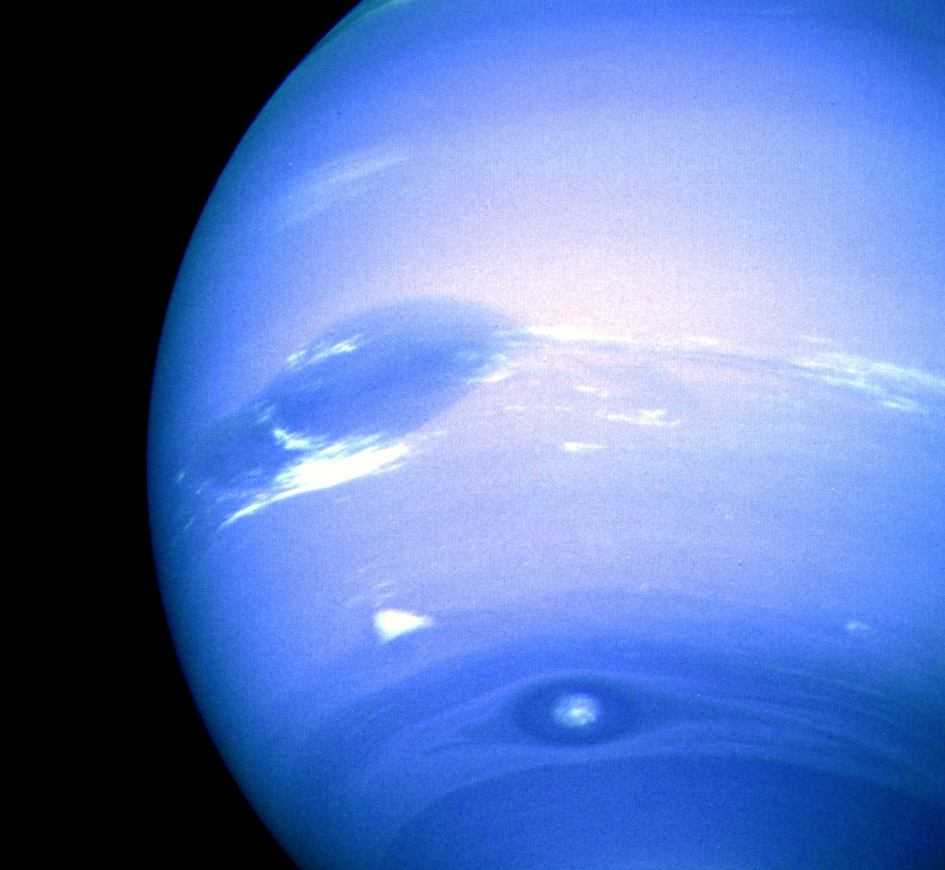
La Grande tache sombre (en haut), le Scooter (le petit nuage blanc au centre), et la Petite Tache sombre (en bas).

Le temps sur Neptune est caractérisé par un système nuageux dynamique, avec des vents atteignant les 600 m/s—soit plus que  la vitesse du son. La vitesse des vents varie de 20 m/s lorsqu'ils vont vers l'est à 325 m/s lorsqu'ils vont vers l'ouest. Au sommet des nuages, les vents vont de 400 m/s à l'équateur à 250 m/s aux pôles. La plupart des vents sur Neptune se déplacent dans une direction opposée à la rotation de la planète. Le modèle général des vents a montré une rotation prograde à hautes latitudes contre une rotation rétrograde aux latitudes inférieures. La différence de la direction des vents ne semble pas être due à un processus de la basse atmosphère. À 70° S de latitude, un courant-jet va à une vitesse de 300 m/s.
L'abondance de méthane, d'éthane et d'acétylène à l'équateur de Neptune est 10 à 100 fois plus grande qu'aux pôles. Ceci met en évidence des vents ascendants à l'équateur et descendants aux pôles.
En 2007, il a été découvert que la haute troposphère du pôle sud de Neptune était environ 10 °C plus chaude que le reste de Neptune, où la température est en moyenne de −200 °C (70 K). La différence de chaleur est suffisante pour permettre au méthane d'exister sous la forme d'un gaz, alors que dans toute la région supérieure de l'atmosphère de Neptune il est gelé, qui du pôle sud s'échappe dans l'espace. Ce "point chaud" de Neptune est dû à son obliquité, qui a exposé le pôle sud au Soleil pendant le dernier quart de l'année neptunienne, soit environ 40 années terrestres. Comme Neptune se déplace doucement de l'autre côté de son orbite autour du Soleil le pôle sud sera assombri et le pôle nord illuminé, entrainant le déplacement du phénomène observé au pôle sud vers le pôle nord.
À cause des changements saisonniers, les bandes nuageuses de l'hémisphère sud semblent avoir augmenté en taille et en albédo. Cette tendance a été remarquée dès 1980 et devrait durer jusqu'en 2020. La longue période orbitale de Neptune faisant qu'une saison dure 40 ans.

### Cyclones

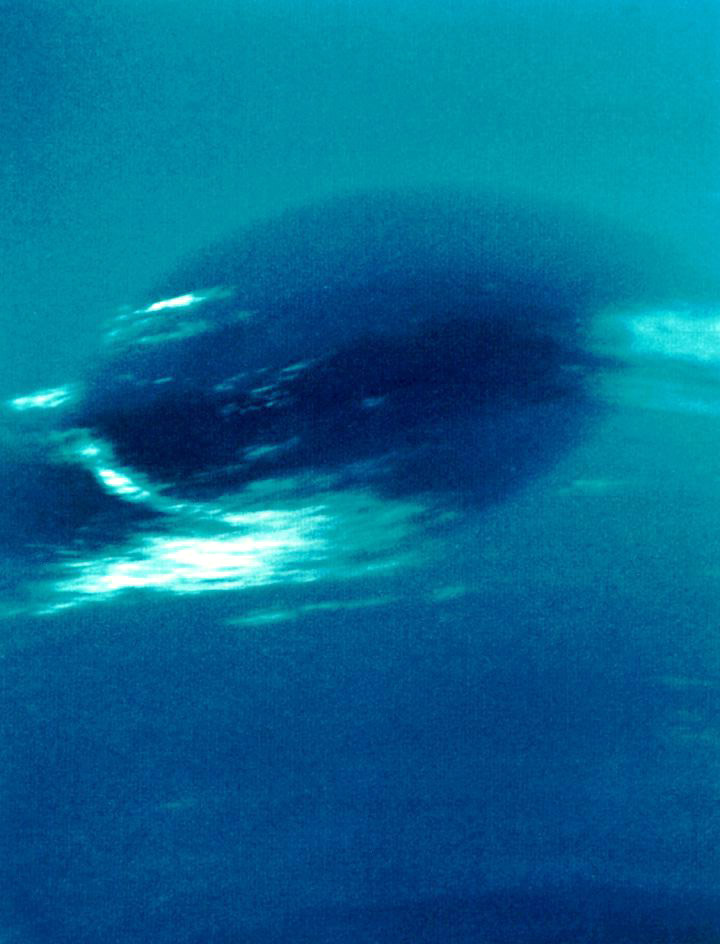
La Grande tache sombre, vue par Voyager 2.

Les taches sombres de Neptune se produisent dans la troposphère aux basses latitudes, ils apparaissent donc comme des "trous" dans la couche de nuages. Comme ils sont stables ils peuvent persister des mois. Ce sont probablement des structures en vortex. Souvent associés aux taches sombres, des nuages de méthane persistants se forment près de la tropopause. La persistance de ces nuages compagnons montre que certaines anciennes taches sombres continuent d'exister sous la forme de cyclones même si elles ne sont plus visibles. Les taches sombres se dissipent quand elles migrent trop près de l'équateur ou lors d'un autre processus.

#### Grande tache sombre
Lors du passage de Voyager 2 en 1989, la marque la plus distinctive de la planète était la « Grande tache sombre » qui présentait à peu près la moitié de la taille de la « Grande tache rouge » de Jupiter. Les vents y soufflaient vers l'ouest à 300 m/s (1080 km/h) ou encore, jusqu'à 2500 km/h. Cette tache était un gigantesque ouragan sombre qui pouvait se déplacer à plus de 1000 km/h. 
Cette tache avait disparu lorsque Neptune fut observée par le télescope spatial Hubble en 1994. D'autres taches sombres à d'autres endroits ont été détectées depuis, ce qui indique que l'atmosphère de Neptune change rapidement.

#### Le Scooter
Le Scooter est un orage se présentant sous la forme d'un nuage blanc au sud de la Grande tache sombre. Son surnom est dû au fait que lors de sa détection, quelques mois avant le passage de Voyager 2, il se déplaçait plus vite que la Grande tache sombre.

#### Petite tache sombre
La Petite Tache sombre est le second orage cyclonique le plus intense observé lors du survol de 1989. Il était initialement complètement sombre, mais lors de l'approche de Voyager 2, un cœur brillant s'était développé et peut être aperçu dans les images haute résolution.

### Chaleur interne
Les conditions atmosphériques plus variées de Neptune, comparées à celles d'Uranus, sont en partie dues à sa chaleur interne plus importante. Bien que Neptune soit plus éloignée du Soleil qu'Uranus, et ne reçoive que 40 % de sa lumière, les températures de surface des deux planètes sont grossièrement égales. La région supérieure de la troposphère de Neptune atteint une température minimale de −221,4 °C (51,7 K). À une profondeur où la pression atmosphérique atteint 1 bar (100 kPa), la température est de −201,15 °C (72,0 K) . Plus profondément, la température augmente peu à peu. Comme avec Uranus, la source de chaleur n'est pas connue ; toutefois il y a une différence majeure : Uranus rayonne 1,1 fois plus qu'elle n'en reçoit du Soleil tandis que Neptune émet 2,61 fois plus d'énergie qu'elle n'en reçoit du Soleil. Neptune est la planète la plus éloignée du Soleil, pourtant son énergie interne est suffisante pour créer les vents les plus rapides du Système solaire. Plusieurs explications ont été proposées, dont le réchauffement radiogénique du noyau de la planète, la conversion du méthane sous haute pression en hydrogène, en diamant et en hydrocarbures (l'hydrogène et le diamant s'élèvent alors et fondent dans l'atmosphère, produisant de l'énergie potentielle de pesanteur),, et la convection dans la basse atmosphère qui cause les ondes de gravité qui se forment au niveau de la tropopause,.

## Compléments